# Songomeno
Le hendo ou songomeno est une langue parlée en République démocratique du Congo par le peuple Songomeno, présente dans le territoire de Kole (province du sankuru), de Dekese et d'Ilebo (province du Kasaï), de Mweka (province du Kasaï central) et de Oswe (province de Mai-Ndombe).
L'ethnie Basongomeno (Songomeno) est composée des tribus Bahendo, Badjembe, Bambengi, Baringa, Bashobwa et Beswe.